# ۱۹۷۳

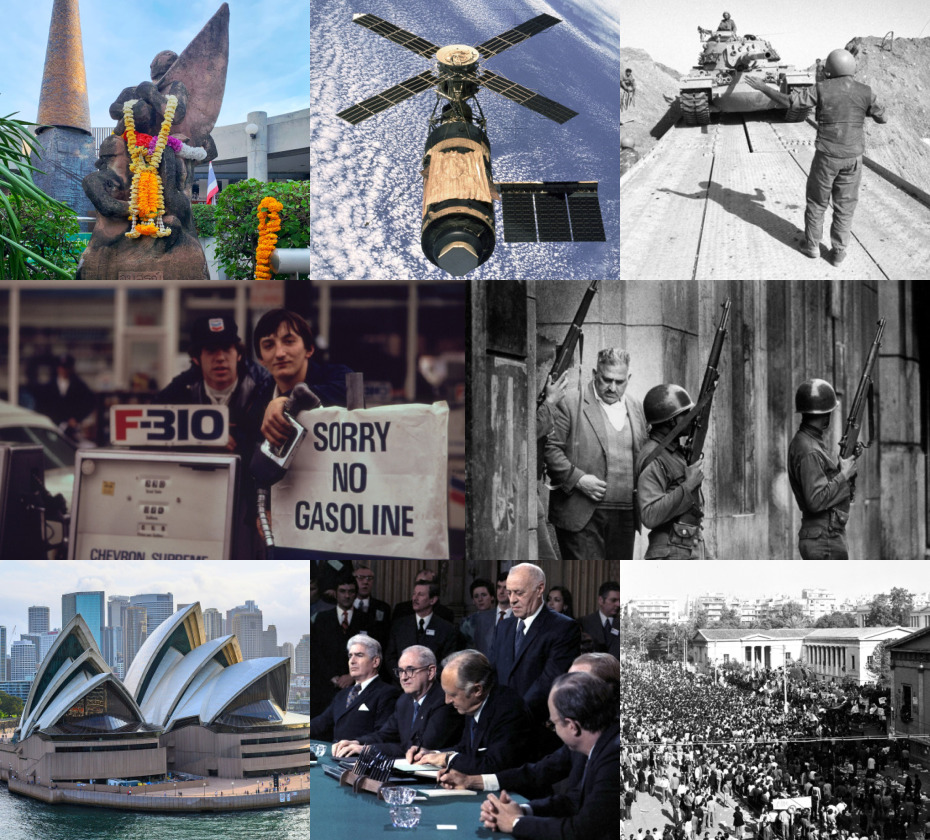

این صفحه فهرستی از وقایع مهم سال ۱۹۷۳ میلادی ارائه می‌کند.

## زادروزها
- ۹ ژانویه – شان پال، خواننده جامائیکایی
- ۱۷ ژانویه – کواتموک بلانکو، بازیکن فوتبال مکزیکی
- ۱۵ فوریه – امی ون دایکن، شناگر و ورزشکار آمریکایی
- ۱۸ فوریه – کلود ماکلله، بازیکن فوتبال فرانسوی
- ۲۳ مارس – جیسون کید، مربی بسکتبال، بازیکن بسکتبال، و ورزشکار آمریکایی
- ۲۹ مارس – مارک اورمارس، بازیکن فوتبال هلندی
- ۲ آوریل – روزلین سانچز، بازیگر، خواننده، و مدل آمریکایی
- ۶ آوریل – ری میازاوا، بازیگر، خواننده، و مدل ژاپنی
- ۸ آوریل – اما کالفیلد، بازیگر آمریکایی
- ۱۰ آوریل – روبرتو کارلوس، بازیکن فوتبال برزیلی
- ۱۱ آوریل – جنیفر اسپوزیتو، بازیگر آمریکایی
- ۱۲ آوریل – عمرو واکد، بازیگر مصری
- ۱۴ آوریل – آدرین برودی، بازیگر آمریکایی
- ۱۶ آوریل – ایکان، خواننده-ترانه‌سرا، موسیقی‌دان، و خواننده آمریکایی
- ۲۹ آوریل – دیوید بل، بازیگر فرانسوی
- ۲ ژوئن – کوین فیگ، تهیه‌کننده آمریکایی
- ۸ ژوئن – لکسا دویگ، بازیگر کانادایی
- ۱۰ ژوئن – فیث اوانس، خواننده-ترانه‌سرا، بازیگر، خواننده، و آهنگساز آمریکایی
- ۲۰ ژوئن – چینو مورنو، خواننده-ترانه‌سرا، موسیقی‌دان، گیتاریست، و خواننده آمریکایی
- ۲۱ ژوئن – جولیت لوئیس، بازیگر آمریکایی
- ۲۵ ژوئن – جیمی ردکاپ، بازیکن فوتبال بریتانیایی
- ۲۷ ژوئن – اولوه ایکمو، خواننده-ترانه‌سرا و آهنگساز نروژی
- ۳۰ ژوئن – رابرت بیلز، کلاهبردار، آدم‌کش و سرباز اهل آمریکا
- ۴ ژوئیه – گاکتو، خواننده-ترانه‌سرا، بازیگر، خواننده، و صداپیشه ژاپنی
- ۱۲ ژوئیه – کریستین ویری، بازیکن فوتبال ایتالیایی
- ۱۳ ژوئیه – روبرتو مارتینز، بازیکن فوتبال و مربی فوتبال اسپانیایی
- ۲۶ ژوئیه – کیت بکینسیل، بازیگر بریتانیایی
- ۱۳ اوت – ریوکو شینوهارا، بازیگر و خواننده ژاپنی
- ۱۵ اوت – عدنان سامی، خواننده، موسیقی‌دان، و بازیگر پاکستانی
- ۴ سپتامبر – جیسون دیوید فرانک، بازیگر آمریکایی
- ۵ سپتامبر – رز مک‌گاون، بازیگر آمریکایی
- ۱۳ سپتامبر – فابیو کاناوارو، فوتبالیست ایتالیایی
- ۲۱ سپتامبر – اوسوالدو سانچز، بازیکن فوتبال مکزیکی
- ۲۵ سپتامبر – بریجت ویلسون، بازیگر و خواننده آمریکایی
- ۲ اکتبر – سوزانا گونزالس، بازیگر، رقاص، مدل و خواننده اهل مکزیک
- ۶ اکتبر – ایئون گرافود، بازیگر بریتانیایی
- ۱۰ اکتبر – ماریو لوپز، بازیگر آمریکایی
- ۲۲ اکتبر – ایچیرو سوزوکی، یک بازیکن ژاپنی بیسبال
- ۲۹ اکتبر – رابرت پیرس، بازیکن فوتبال فرانسوی
- ۳ نوامبر – مایک تامسون، موسیقی‌دان آمریکایی
- ۲۷ نوامبر – شارلتو کوپلی، تهیه‌کننده، فیلمنامه‌نویس، بازیگر، و کارگردان اهل آفریقای جنوبی
- ۳ دسامبر – هالی ماری کمبس، بازیگر آمریکایی
- ۸ دسامبر – کوری تیلور، خواننده آمریکایی
- ۲۰ دسامبر – آنتی کاسویو، شناگر فنلاندی

ترکی
- ۱۱ نوامبر - شوال سام ، بازیگر و خواننده

## مرگ‌ها
- ۲۰ ژوئیه، بروس لی بازیگر، فیلسوف، استاد هنرهای رزمی و بنیان‌گذار سبک جیت کان دو.
- ۸ آوریل، پابلو پیکاسو نقاش مشهور اسپانیایی.
- ۱۵ سپتامبر، ویکتور خارا شاعر، آوازخوان و انقلابی شیلیایی.
- ۱ دسامبر، داوید بن گوریون اولین نخست‌وزیر کشور اسرائیل.
- ۲۲ ژانویه – لیندون بی. جانسون، سیاست‌مدار آمریکایی (ز. ۱۹۰۸)
- ۲۴ ژانویه – جی. کارول نایش، بازیگر آمریکایی (ز. ۱۸۹۷)
- ۱۱ فوریه – جی. هانس دی. جنسن، فیزیک‌دان آلمانی (ز. ۱۹۰۷)
- ۶ مارس – پرل باک، نویسنده آمریکایی (ز. ۱۸۹۲)
- ۲۳ مارس – کن مینارد، بازیگر و موسیقی‌دان آمریکایی (ز. ۱۸۹۵)
- ۲۰ آوریل – رابرت آرمسترانگ (هنرپیشه)، بازیگر آمریکایی (ز. ۱۸۹۰)
- ۲۶ آوریل – آیرین رایان، بازیگر آمریکایی (ز. ۱۹۰۲)
- ۱۱ مه – لکس بارکر، بازیگر آمریکایی (ز. ۱۹۱۹)
- ۱۲ مه – فرانسیس ماریون، فیلمنامه‌نویس آمریکایی (ز. ۱۸۸۸)
- ۱۳ ژوئن – سیدنی مشبیر، نظامی اهل ایالات متحده آمریکا (ز. ۱۸۹۱)
- ۲۳ ژوئن – فی هولدن، بازیگر بریتانیایی (ز. ۱۸۹۳)
- ۲۴ ژوئن – ماری کار، بازیگر آمریکایی (ز. ۱۸۷۴)
- ۱۸ ژوئیه – جک هاوکینز، بازیگر بریتانیایی (ز. ۱۹۱۰)
- ۲۵ ژوئیه – لوئیز سنت لارنت، سیاست‌مدار، وکیل، و دیپلمات کانادایی (ز. ۱۸۸۲)
- ۲ اوت – ژان-پیر ملویل، تهیه‌کننده، فیلمنامه‌نویس، بازیگر، و کارگردان فرانسوی (ز. ۱۹۱۷)
- ۹ اوت – چارلز دانیلز (شناگر)، شناگر آمریکایی (ز. ۱۸۸۵)
- ۱۰ اوت – داگلاس کندی (هنرپیشه)، بازیگر آمریکایی (ز. ۱۹۱۵)
- ۱۱ اوت – کارل زیگلر، شیمی‌دان و مهندس آلمانی (ز. ۱۸۹۸)
- ۳۰ اوت – مایکل دان (بازیگر)، بازیگر آمریکایی (ز. ۱۹۳۴)
- ۳۱ اوت – جان فورد، افسر، تهیه‌کننده، و کارگردان آمریکایی (ز. ۱۸۹۴)
- ۱۹ سپتامبر – گرم پارسونز، خواننده-ترانه‌سرا، موسیقی‌دان، گیتاریست، خواننده، و ترانه‌سرا آمریکایی (ز. ۱۹۴۶)
- ۲۳ سپتامبر – پابلو نرودا، شاعر، دیپلمات، سیاست‌مدار، و نویسنده شیلیایی (ز. ۱۹۰۴)
- ۲۴ سپتامبر – خوزه دو کاسترو، دیپلمات برزیلی (ز. ۱۹۰۸)
- ۲۷ اکتبر – آلان لین، بازیگر آمریکایی (ز. ۱۹۰۹)
- ۱۱ نوامبر – آرتوری ایلماری ویرتانن، شیمی‌دان فنلاندی (ز. ۱۸۹۵)
- ۱۳ نوامبر – لیلا لی، بازیگر آمریکایی (ز. ۱۹۰۱)
- ۲۰ نوامبر – آلن شرمن، موسیقی‌دان و خواننده آمریکایی (ز. ۱۹۲۴)
- ۴ دسامبر – مایکل اوشی (هنرپیشه)، بازیگر آمریکایی (ز. ۱۹۰۶)
- ۵ دسامبر – رابرت واتسون-وات، فیزیک‌دان و مهندس بریتانیایی (ز. ۱۸۹۲)